# Virginia Slims of Dallas
Virginia Slims of Dallas – nierozgrywany kobiecy turniej tenisowy organizowany w latach 1970–1989 w Dallas w Teksasie w Stanach Zjednoczonych. Największą gwiazdą turnieju była Martina Navrátilová, która siedemnaście razy triumfowała w turnieju: dziewięciokrotnie w singlu i ośmiokrotnie w deblu. Aż pięć razy wygrała w grze pojedynczej i podwójnej podczas jednych zawodów (1979–1983).
W latach 1964–1965 odbywał się w Dallas pokazowy turniej. Obie edycje w grze pojedynczej wygrała Nancy Richey.

## Historia nazw turnieju
| Rok       | Nazwa                        |
| 1964–1965 | Dallas Invitation            |
| 1970–1975 | Maureen Connolly Memorial    |
| 1976–1978 | Virginia Slims of Dallas     |
| 1979–1982 | Avon Championships of Dallas |
| 1983–1989 | Virginia Slims of Dallas     |

## Mecze finałowe

### Gra pojedyncza kobiet
| Rok               | Mistrzyni                  | Finalistka                 | Wynik                      |
| 1989              | Martina Navrátilová        | Monica Seles               | 7:6, 6:3                   |
| 1988              | Martina Navrátilová        | Pam Shriver                | 6:0, 6:3                   |
| 1987              | Chris Evert-Lloyd          | Pam Shriver                | 6:1, 6:3                   |
| 1986              | Martina Navrátilová        | Chris Evert-Lloyd          | 6:2, 6:1                   |
| 1985              | Martina Navrátilová        | Chris Evert-Lloyd          | 6:3, 6:4                   |
| 1984              | Hana Mandlíková            | Kathy Jordan               | 7:6, 3:6, 6:1              |
| 1983              | Martina Navrátilová        | Chris Evert-Lloyd          | 6:4, 6:0                   |
| 1982              | Martina Navrátilová        | Mima Jaušovec              | 6:3, 6:2                   |
| 1981              | Martina Navrátilová        | Pam Shriver                | 6:2, 6:4                   |
| 1980              | Martina Navrátilová        | Evonne Goolagong Cawley    | 6:3, 6:2                   |
| 1979              | Martina Navrátilová        | Chris Evert-Lloyd          | 6:4, 6:4                   |
| 1978              | Evonne Goolagong Cawley    | Tracy Austin               | 4:6, 6:0, 6:2              |
| 1977              | Sue Barker                 | Terry Holladay             | 6:1, 7:6                   |
| 1976              | Evonne Goolagong Cawley    | Martina Navrátilová        | 6:1, 6:1                   |
| 1975              | Virginia Wade              | Martina Navrátilová        | 2:6, 7:6(3), 4:3 krecz     |
| 1974              | Chris Evert                | Virginia Wade              | 7:5, 6:2                   |
| 1973              | Virginia Wade              | Evonne Goolagong           | 6:4, 6:1                   |
| 1972              | Nancy Richey-Gunter        | Billie Jean King           | 7:6(5–2), 6:1              |
| 1971              | Turniej nie był rozgrywany | Turniej nie był rozgrywany | Turniej nie był rozgrywany |
| 1970              | Margaret Smith Court       | Billie Jean King           | 1:6, 6:3, 11:9             |
| 1969              | Turniej nie był rozgrywany | Turniej nie był rozgrywany | Turniej nie był rozgrywany |
| Początek Ery Open |                            |                            |                            |
| 1966– 1968        | Turniej nie był rozgrywany | Turniej nie był rozgrywany | Turniej nie był rozgrywany |
| 1965              | Nancy Richey               | Margaret Smith             | 6:1, 6:4                   |
| 1964              | Nancy Richey               | Billie Jean Moffitt        | 6:2, 7:5                   |

### Gra podwójna kobiet
| Rok               | Mistrzynie                                   | Finalistki                            | Wynik                      |
| 1989              | Mary Joe Fernández Betsy Nagelsen            | Elise Burgin Rosalyn Fairbank         | 7:6, 6:3                   |
| 1988              | Lori McNeil Eva Pfaff                        | Gigi Fernández Zina Garrison          | 2:6, 6:4, 7:5              |
| 1987              | Mary Lou Piatek Anne White                   | Elise Burgin Robin White              | 7:5, 6:3                   |
| 1986              | Claudia Kohde-Kilsch Helena Suková           | Hana Mandlíková Wendy Turnbull        | 4:6, 7:5, 6:4              |
| 1985              | Barbara Potter Sharon Walsh                  | Marcella Mesker Pascale Paradis       | 5:7, 6:4, 7:6              |
| 1984              | Leslie Allen Anne White                      | Sandy Collins Elizabeth Sayers        | 6:4, 5:7, 6:2              |
| 1983              | Martina Navrátilová Pam Shriver              | Rosie Casals Wendy Turnbull           | 6:3, 6:2                   |
| 1982              | Martina Navrátilová Pam Shriver              | Billie Jean King Ilana Kloss          | 6:4, 6:4                   |
| 1981              | Martina Navrátilová Pam Shriver              | Kathy Jordan Anne Smith               | 7:5, 6:4                   |
| 1980              | Billie Jean King Martina Navrátilová         | Rosie Casals Wendy Turnbull           | 4:6, 6:3, 6:3              |
| 1979              | Martina Navrátilová Anne Smith               | Chris Evert-Lloyd Rosie Casals        | 7:6, 6:2                   |
| 1978              | Martina Navrátilová Anne Smith               | Evonne Goolagong Cawley Betty Stöve   | 6:3, 7:6(2)                |
| 1977              | Martina Navrátilová Betty Stöve              | Kerry Reid Greer Stevens              | 6:2, 6:4                   |
| 1976              | Mona Schallau Ann Kiyomura                   | Marita Redondo Greer Stevens          | 6:3, 4:6, 6:4              |
| 1975              | Françoise Durr Betty Stöve                   | Julie Anthony Mona Schallau           | 7:6(4), 6:2                |
| 1974              | Isabel Fernández de Soto Martina Navrátilová | Karen Krantzcke Virginia Wade         | 6:3, 3:6, 6:3              |
| 1973              | Evonne Goolagong Janet Young                 | Gail Sherriff Chanfreau Virginia Wade | 6:3, 6:2                   |
| 1972              | Rosie Casals Billie Jean King                | Judy Tegart Dalton Françoise Durr     | 6:3, 4:6, 7:5              |
| 1971              | Turniej nie był rozgrywany                   | Turniej nie był rozgrywany            | Turniej nie był rozgrywany |
| 1970              | Rosie Casals Billie Jean King                | Mary-Ann Eisel Patti Hogan            | 10:8, 6:3                  |
| 1969              | Turniej nie był rozgrywany                   | Turniej nie był rozgrywany            | Turniej nie był rozgrywany |
| Początek Ery Open |                                              |                                       |                            |
| 1966– 1968        | Turniej nie był rozgrywany                   | Turniej nie był rozgrywany            | Turniej nie był rozgrywany |
| 1965              | Margaret Smith Lesley Turner                 | Carole Caldwell Nancy Richey          | 6:4, 6:4                   |
| 1964              | Brak danych                                  | Brak danych                           | Brak danych                |